# Écartement de 1 055 mm en Algérie

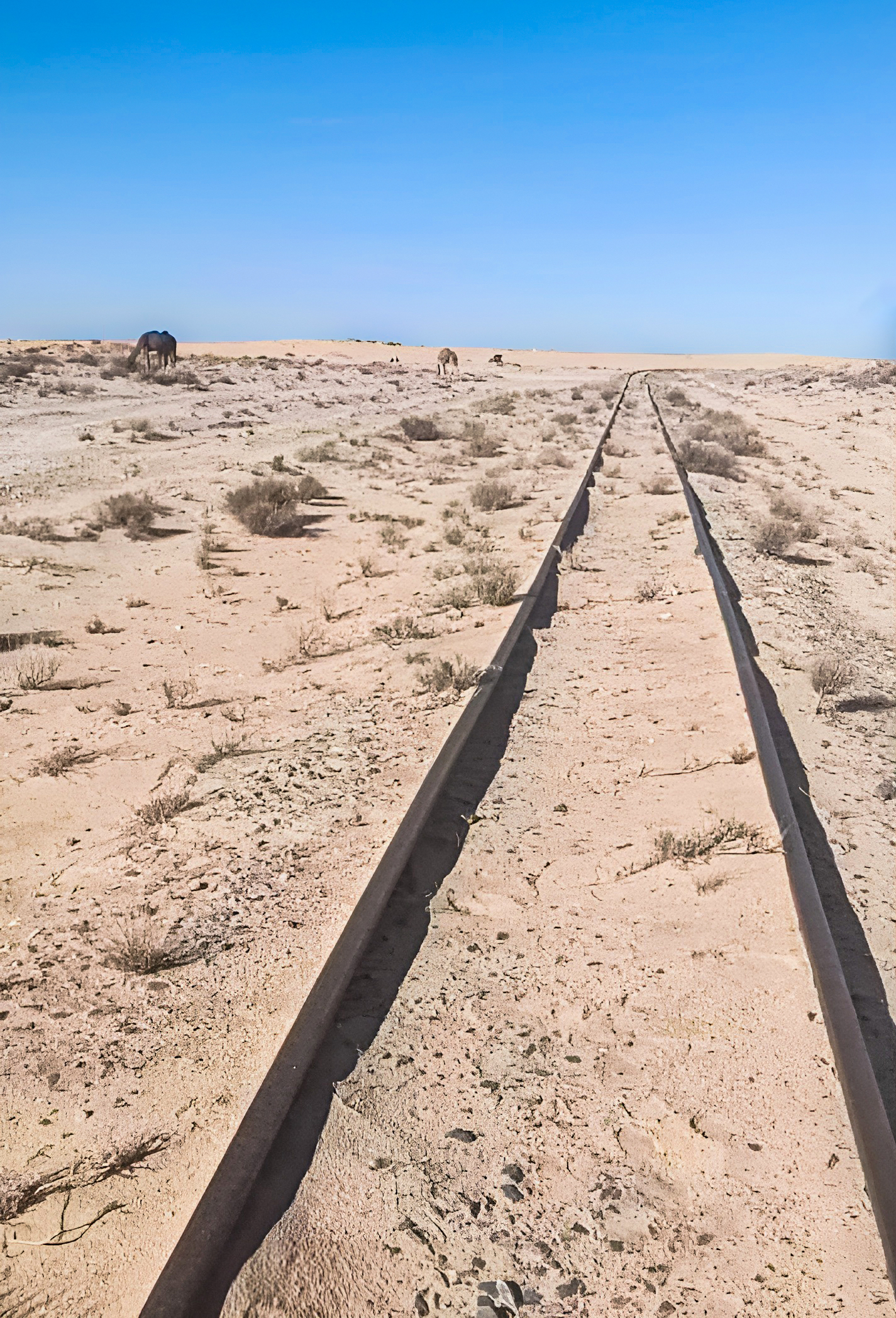
Vue de la voie étroite de 1055 mm de l'ancienne ligne d'Oran à Kenadsa dans les Hauts Plateaux.

L'écartement de 1 055 mm en Algérie, ou voie étroite de 1 055 mm en Algérie, est un écartement de chemin de fer de 1 055 millimètres, soit 3 pieds 51⁄2 pouces.

## Histoire
L'écartement de 1 055 mm, adopté pour les premières lignes ferroviaires à voie étroite en Algérie à la fin de XIXe siècle, est dû à une méprise de l'administration locale lors de l'application des clauses techniques de l'acte de concession de la ligne de chemin de fer d'Arzew à Saïda en 1874. Selon les spécifications, les voies devaient avoir un écartement de 1 100 mm, ce qui se comprend usuellement comme étant la cote mesurée entre les deux faces intérieures des rails. Mais cette distance a été interprétée comme étant la cote entre les axes des deux files de rails et, compte tenu de la largeur des tables de roulement des deux rails, l'écartement s'est trouvé réduit à 1 055 mm.

## Utilisation
Cet écartement a été utilisé initialement pour les deux lignes concédées à la Compagnie franco-algérienne dans le département d'Oran,, : 
- ligne d'Oran à Kenadsa (770,100 km) ;
- ligne de La Macta à Trumelet (239,400 km).

Par la suite, cet écartement a été utilisé pour l'ensemble des lignes à voie étroite des départements algériens d'Oran et d'Alger :
- ligne d'Affreville à Cherchell (48,180 km) ;
- ligne de Blida à Djelfa (278,357 km) ;
- ligne de Dellys à Boghni (67,189 km) ;
- ligne d'Orléanville à Ténès (256,417 km) ;
- ligne de Sidi Bel Abbès à Prévost-Paradol (245,500 km) ;
- les lignes des Chemins de fer sur routes d'Algérie (CFRA) de la région d'Alger.

Les lignes à voie étroite du département de Constantine, quant à elles, ont été réalisées avec un écartement métrique de 1 000 mm.
En 1930, le réseau ferré algérien comportait environ 4 800 km de voies ferrées, dont environ 1 900 km de lignes à voie étroite de 1 055 mm,.
La plupart des lignes algériennes avec un écartement de 1 055 mm ont été fermées au cours de la seconde moitié du XXe siècle. La dernière, la ligne de Mohammadia à Béchar, a été fermée à la suite de la mise en service en 2010 de la ligne à voie normale de Oued Tlelat à Béchar.